# لي إيستمان
لي إيستمان (بالإنجليزية: Lee Eastman)‏ هو محامي ومدير مواهب أمريكي، ولد في 12 يناير 1910، وتوفي في 30 يوليو 1991 في نيويورك في الولايات المتحدة.